# Бёкман, Кнут
Кнут Сиверт Осен Бёкман (норв. Knut Sivert Aasen Bøckman, 24 апреля 1932, Тромсё — 2 июля 2008) — норвежский шахматист и журналист.
В 1950-е годы входил в число сильнейших шахматистов Норвегии.
В составе сборной Норвегии участник шахматной олимпиады 1958 года, командных чемпионатов мира среди студентов 1954 и 1956 годов.
В командных чемпионатах Норвегии выступал за клуб «Oslo Schakselskap». В течение 19 лет был президентом клуба.
Работал политическим обозревателем в газете «Morgenbladet», вёл шахматный отдел в газете «Aftenposten». В период с весны по осень 1954 года вместе с О. Хестенесом был главным редактором газеты «Minerva».
За журналистскую деятельность в 1990 году был награждён золотым крестом студенческого ордена Его величества Золотой Свиньи.
В память о Бёкмане шахматный клуб «Oslo Schakselskap» в 2009 и 2011 годах провел турниры его имени.

## Основные спортивные результаты
| Год  | Город   | Соревнование                                                           | + | − | = | Результат | Место |
| ---- | ------- | ---------------------------------------------------------------------- | - | - | - | --------- | ----- |
| 1954 | Осло    | Командный чемпионат мира среди студентов (сборная Норвегии, 4-я доска) | 1 | 4 | 5 | 3½ из 10  |       |
| 1956 | Уппсала | Командный чемпионат мира среди студентов (сборная Норвегии, 3-я доска) | 2 | 4 | 1 | 2½ из 7   |       |
| 1958 | Мюнхен  | XIII Олимпиада (сборная Норвегии, 4-я доска)                           | 5 | 4 | 5 | 7½ из 14  |       |